# Untsukul

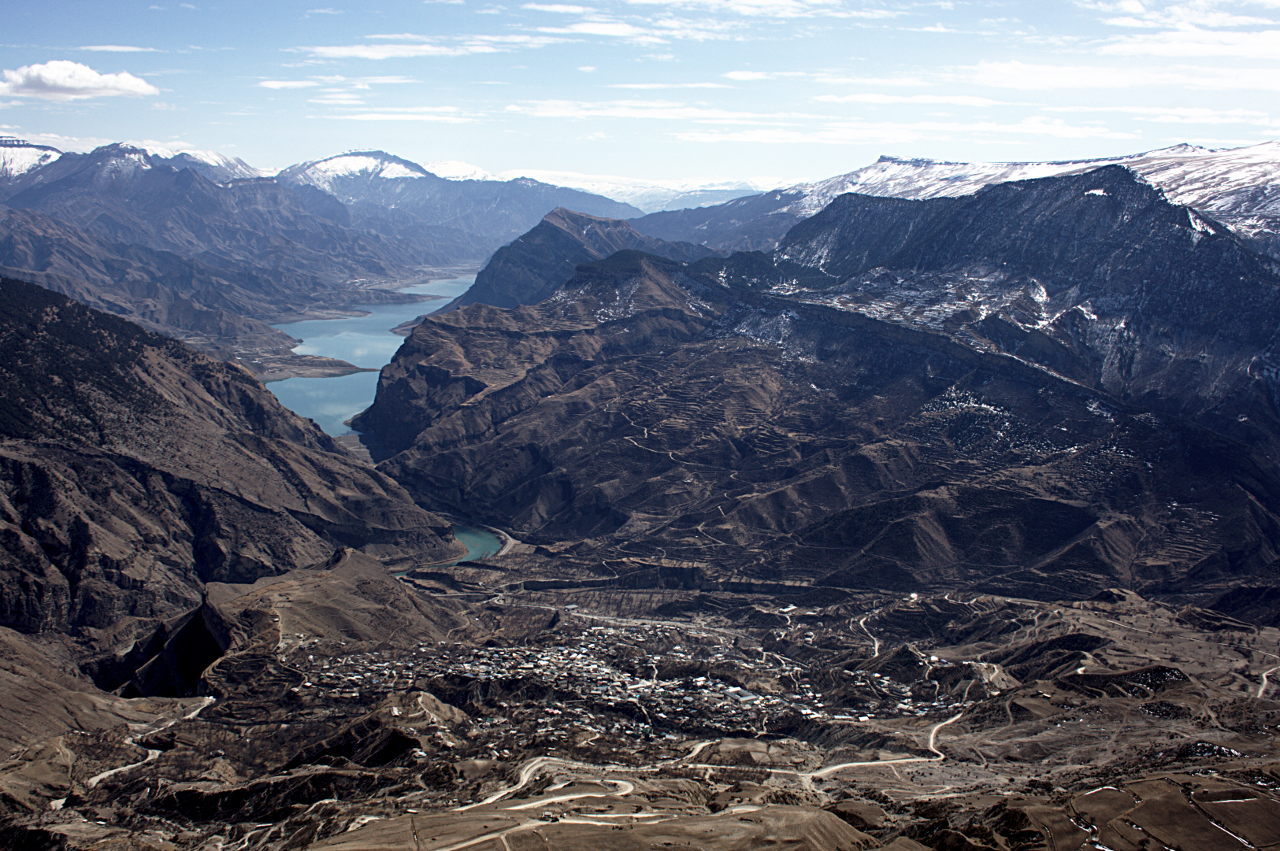
Localité de Untsukul.

Untsukul (en russe : Унцукуль, en Avar : Унсоколо) est une localité rurale et le centre administratif du district d'Untsukulsky en République de Daguestan, en Russie.